# Теуакан-Куикатлан
Теуакан-Куикатлан (исп. Reserva de la biosfera Tehuacán-Cuicatlán) — биосферный заповедник в Мексике в штатах Оахака и Пуэбла.
Название заповедника происходит от городов Куикатлана и Теуакана, где расположены его административные органы. Заповедник занимает площадь 490 186 гектаров и находится в 21 муниципалитете штата Пуэбла и 30 муниципалитетах штата Оахака. 2 июля 2018 года на XLII сессии Комитета Всемирного наследия ЮНЕСКО он был признан объектом Всемирного наследия смешанного природного и культурного значения.
В 1965 году Смит отметил, что треть видов растений, населяющих поверхность Теуакана-Куикатлана, являются эндемиками.

## Биоразнообразие

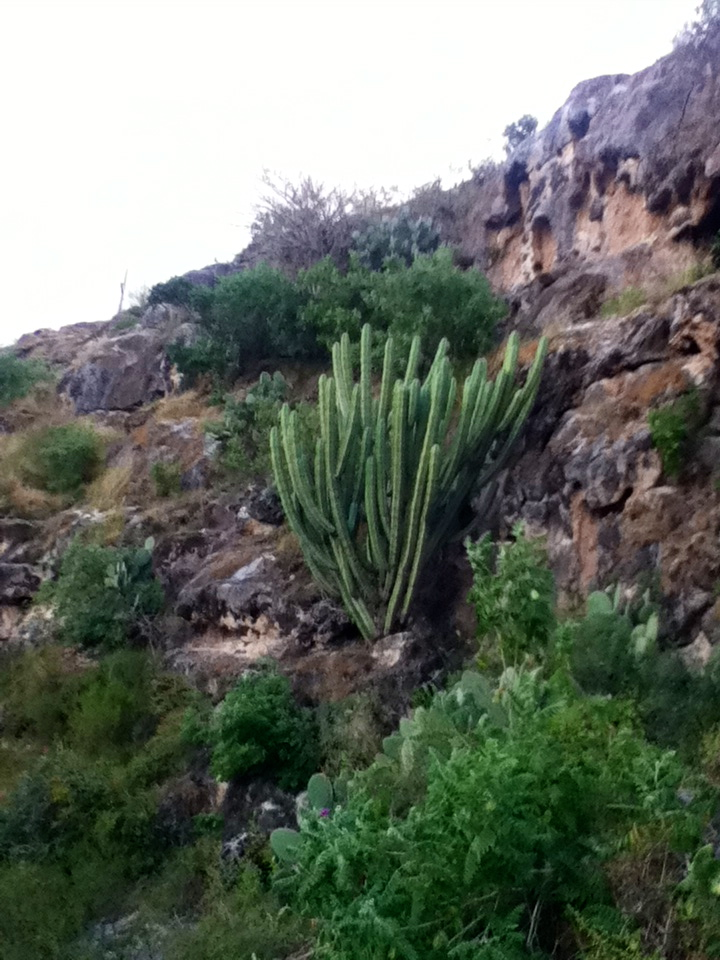
Ландшафт и флора в биосферном заповеднике Теуакан-Куикатлан

Согласно Национальной комиссии по изучению и использованию биоразнообразия (CONABIO), в биосферном заповеднике Теуакан-Куикатлан обитает более 4275 видов растений и животных, из которых 159 классифицируются как находящиеся под угрозой исчезновения по мексиканскому официальному стандарту NOM-059, а 141 — как экзотические.